# Fraccionamiento Misión del Valle
Fraccionamiento Misión del Valle är en ort i Mexiko.   Den ligger i kommunen Morelia och delstaten Michoacán de Ocampo, i den södra delen av landet, 210 km väster om huvudstaden Mexico City. Fraccionamiento Misión del Valle ligger 1 995 meter över havet och antalet invånare är 8 663.
Terrängen runt Fraccionamiento Misión del Valle är platt norrut, men söderut är den kuperad. Runt Fraccionamiento Misión del Valle är det ganska tätbefolkat, med 70 invånare per kvadratkilometer. Närmaste större samhälle är Morelia, 9,7 km sydväst om Fraccionamiento Misión del Valle. I omgivningarna runt Fraccionamiento Misión del Valle växer huvudsakligen savannskog.